# Otomys dartmouthi
Otomys dartmouthi är en gnagare i släktet egentliga öronråttor som förekommer i östra Afrika. Populationen infogades en längre tid som synonym i Otomys typus och sedan 2011 klassificeras den åter som art.
Artepitet i det vetenskapliga namnet hedrar William Henage Legge, 6th Earl of Dartmouth som var mecenat för den expedition som 1891 upptäckte de första individerna.
Denna gnagare blir cirka 15 cm lång (huvud och bål) och har en cirka 9,3 cm lång svans. Genomsnittslängden för bakfötterna är 2,6 cm samt för öronen 2,5 cm. Viktuppgifter saknas. Den rufsiga pälsen på ovansidan har en mörk orangebrun färg och undersidan är lite ljusare i samma färg. Jämförd med Otomys typus är arten mörkare samt mindre i storlek. Den har allmänt en robust kropp. I varje framtand i underkäken förekommer två djupa fåror.
Utbredningsområdet ligger i Ruwenzoribergen vid gränsen mellan Uganda och Kongo-Kinshasa. Arten vistas i regioner som ligger 3300 till 4400 meter över havet. Den lever på fuktiga gräsmarker och i träskmarker.
Antagligen är individerna aktiva på dagen eller under skymningen.
För beståndet är inga hot kända men populationens storlek är likaså okänd. IUCN listar arten med kunskapsbrist (DD).